# Bathygobius lineatus
Bathygobius lineatus es una especie de peces de la familia de los Gobiidae en el orden de los Perciformes.

## Distribución geográfica
Se encuentran en las Islas Galápagos y Perú. También está presente en el Pacífico oriental central.

## Observaciones
Es inofensivo para los humanos.